# Don Caballero
Don Caballero was een Amerikaanse instrumentale rockband uit Pittsburgh, Pennsylvania. De band dankt zijn naam aan het personage Guy Caballero, gespeeld door Joe Flaherty, van de sketchshow Second City Television. In de SCTV-parodie op de film The Godfather wordt Guy Caballero "Don Caballero" genoemd. Don Caballero (liefkozend Don Cab of The Don genoemd door fans) werd geformeerd in de zomer van 1991 en bracht tussen 1993 en 2000 vijf albums uit bij Touch and Go Records. Het vrijwel volledig instrumentale geluid van de band was gecentreerd rond drummer Damon Che, die het enige continue lid was geweest. Na het uiteenvallen van de band in 2001, rekruteerde Che een nieuwe bezetting voor een opnieuw samengestelde Don Caballero in 2003 en bracht de twee albums World Class Listening Problem en Punkgasm uit bij Relapse Records, voordat deze in 2009 opnieuw op hiaat ging.

## Bezetting
Laatste bezetting
- Damon Che Fitzgerald (drums, zang, 1991–2009)
- Gene Doyle (gitaar, 2003–2009)
- Jason Jouver (basgitaar, 2003–2009)

Live bezetting
- Leonard 'Len' Jarabeck (basgitaar, 1993)
- Dave Reid (basgitaar, 1993)
- Jon Fine (gitaar, 1999)

Voormalige leden
- Mike Banfield (gitaar, 1991–1999)
- Pat Morris (basgitaar, 1991–1993, 1997–1998)
- Ian Williams (gitaar, 1992–2000)
- Matt Jencik (basgitaar, 1993–1996)
- George Draguns (basgitaar, 1993, 1994, 1995)
- Eric Emm (basgitaar, 1998–2000)
- Jeff Ellsworth (gitaar, 2003-laat 2006)

## Geschiedenis
De oorspronkelijke bezetting van de band bestond uit Damon Che (drums), Mike Banfield (gitaren) en Pat Morris (basgitaar). De leden waren oorspronkelijk van plan een zanger en een tweede gitarist aan te trekken om zich bij de band aan te sluiten. Hun vroege repetities genereerden echter zoveel belangstelling dat het trio betalende optredens kreeg aangeboden en besloten om instrumentaal te blijven. Che's energieke en onconventionele drumstijl werd vaak geprezen en leverde hem de informele bijnaam The Octopus op vanwege het wild zwaaien van zijn armen tijdens het spelen. De driekoppige Don Caballero bracht in 1992 twee singles uit voor de in Pittsburgh gevestigde labels Pop Bus en Broken Giraffe, voordat Ian Williams als tweede gitarist toetrad. Een opnamesessie met Steve Albini en een contract met het prestigieuze label Touch and Go Records uit Chicago leverde weer een single op en uiteindelijk hun debuutalbum For Respect uit 1993.
In het najaar van 1993 verliet bassist Pat Morris Don Caballero om de band Six Horse te formeren met de uit Louisville (Kentucky) afkomstige Shannon Burns en Blunderbuss-drummer Bill Baxter. Gedurende 1994 en 1995 vulden een aantal muzikanten uit Pittsburgh de baspositie in Don Caballero, waaronder Len Jarabeck, Dave Reid, Matt Jencik en George Draguns. In 1995 bracht de band zijn tweede lp Don Caballero 2 uit. In de albumnotities van de promotie-cd van het album stond dat Don Caballero rock is, geen jazz. Don Caballero is vrij van solo's. In het kielzog van Don Caballero's tweede volledige album, breidden Che en Williams hun respectieve muzikale paletten uit: Che met Speaking Canaries (met bassist Karl Hendricks en drummer Noah Leger) en Williams met Storm & Stress, een experimenteel rocktrio met bassist Eric Emm (Tanlines) en drummer Kevin Shea. In 1997 kwam de band opnieuw samen na een onderbreking van bijna twee jaar, met de oorspronkelijke bassist Pat Morris. In het volgende jaar bracht de band de opvolger van Don Caballero 2, What Burns Never Returns uit.
In het najaar van 1998 verliet Pat Morris de band opnieuw en werd vervangen door Storm & Stress-bassist Eric Emm. De band ging op een aantal succesvolle Amerikaanse en Europese tournees en bracht uiteindelijk de verzameling singles en compilatietracks Singles Breaking Up (Vol. 1) uit. Gedurende deze periode trok Mike Banfield zich terug uit de band, voormalig Bitch Magnet-gitarist Jon Fine vulde kort in en stond Don Caballero toe om zijn tourneeverplichtingen te vervullen ter ondersteuning van What Burns ..... De band, wederom een trio en nu gevestigd in Chicago, Illinois, toerde uitgebreid gedurende 1999 en 2000, waaronder een optreden in Toronto, met een optreden met bijna geheel nieuw materiaal. Deze negen nieuwe nummers werden door Steve Albini vastgelegd op tape in zijn opnamestudio Electrical Audio en in het najaar van 2000 uitgebracht als American Don.
Tijdens een tournee ter ondersteuning van American Don in november 2000 eisten persoonlijke problemen en vermoeidheid hun tol van de leden van Don Caballero en ze besloten te stoppen nadat de tournee was voltooid. De band bereikte echter nooit wat de laatste show in Detroit (Michigan) zou zijn geweest, omdat het busje een ijsblok op de Interstate 75 raakte, uit controle raakte en in een semi-vrachtwagen crashte. Gedurende 2001 en 2002 begonnen de voormalige leden van Don Caballero aan een verscheidenheid aan nieuwe muzikale projecten: Damon Che met Bellini, Ian Williams met Battles en Eric Emm met Good Morning.

## Hervormingen
Che hervormde Don Caballero in 2003 met een geheel nieuwe bezetting, bestaande uit leden van Creta Bourzia uit Pittsburgh. De nieuwe leden waren Jeff Ellsworth op gitaar, Gene Doyle op gitaar en Jason Jouver op bas. (Mike Banfield en Pat Morris werden uitgenodigd om deel te nemen, maar weigerden beiden). De nieuwe Don Caballero tekende in 2005 bij het heavy metal-label Relapse Records en bracht begin 2006 het album World Class Listening Problem uit. De band toerde ter ondersteuning van het album in 2006 en 2007 en speelde zijn eerste shows in het Verenigd Koninkrijk en Japan. Jeff Ellsworth verliet Don Caballero in 2006 en het resterende trio debuteerde in 2007 met verschillende nieuwe nummers (of New Shapes zoals ze die noemden), waarvan sommige met dank aan Damon Che. De band nam deze nieuwe muziekset begin 2008 op bij Rust Belt Recorders in Royal Oak (Michigan) en bracht deze op 19 augustus 2008 uit als Punkgasm. De plaat bevatte enkele ideeën uit de Speaking Canaries-sessies. Doyle zong op een van de nummers, Che zong op Dirty Looks, terwijl het titelnummer Punkgasm Che op gitaar en Doyle op drums bevatte.

## Huidige status
Don Caballero heeft sinds 2009 geen nieuwe muziek meer uitgebracht, maar wel drie albums met archiefopnamen: Gang Banged With a Headache and Live (live opgenomen in 2003; uitgebracht in 2012), Five Pairs of Crazy Pants. Wear 'Em: Early Caballero (de eerste studio-opnamen van de band uit 1991 en uitgebracht in 2014) en Look At Them Ellie Mae Wrists Go !: Live Early Caballero (de tweede liveshow van de band, opgenomen in 1992 en uitgebracht in 2014). In een interview uit 2014 met Noisey: Music by Vice gaf Damon Che aan dat Don Caballero technisch gezien nog steeds bestaat als een parttime band en overwoog hij de mogelijkheid van beperkte tournees en een reeks van 12" vinyl singles in de toekomst. In een optreden uit 2017 op de podcast The Trap Set, sprak Che volledig over Don Caballero in de verleden tijd en gaf aan dat de band stopte met spelen na een laatste show in Spanje in 2009.

## Nalatenschap
Tomas Haake (Meshuggah) en Dave Konopka (Battles) hebben beiden What Burns Never Returns genoemd als een van hun favoriete albums. Gitarist Marnie Stern heeft een video genoemd van een optreden van Don Caballero als inspiratiebron voor haar uitgebreide gebruik van tikken met twee handen. Het nummer Chief Sitting Duck van het album For Respect was te zien in de intro van het tweede seizoen van de realityshow Buzzkill op MTV en het programma Icon bevatte hun muziek meer dan drie jaar na het uiteenvallen in 2000.

## Discografie

### Albums
- 1993: For Respect
- 1995: Don Caballero 2
- 1998: What Burns Never Returns
- 1999: Singles Breaking Up (Vol. 1)
- 2000: American Don
- 2006: World Class Listening Problem
- 2008: Punkgasm

### Ep's
- 1992: Lucky Father Brown/Belted Sweater/Shoeshine 7" bij Pop Bus
- 1992: Unresolved Karma//Puddin' In My Eye 7" bij Broken Giraffe
- 1993: Andandandandandandandand/First Hits 7" bij Third Gear
- 1993: Our Caballero/My Ten-Year-Old Lady is Giving It Away 7" bij Touch and Go
- 1993: Our Caballero 12"/cd ep bij City Slang
- 1995: If You've Read Dr. Adder, Then You Know What I Want 7" ep track bij Coat-Tail
- 1996: Waltor (live)/Shuman Center 91 (live) 7" vrij met Chunklet
- 1998: Trey Dog's Acid/Room Temperature Lounge 7" bij Touch and Go
- 2016: Got A Mile, Got A Mile, Got An Inch (live) flexi disc 7" bij Joyful Noise Recordings

Nummers van alle ep's van Don Caballero (met uitzondering van de singles Chunklet en Joyful Noise) worden verzameld op Singles Breaking Up (Vol. 1), uitgebracht in 1999. Beide nummers van de Chunklet 7 werden later opgenomen in Look At Them Ellie Mae Wrists Go! in 2014.

### Livealbums
- 2012: Gang Banged With a Headache, and Live (opgenomen in 2003)
- 2014: Five Pairs of Crazy Pants, Wear ‘Em: Early Don Caballero (opgenomen in 1991)
- 2014: Look at Them Ellie Mae Wrists Go!: Live Early Caballero (opgenomen in 1992) bonus download